# MTV Unplugged 2.0
| Críticas profissionais                                                      | Críticas profissionais |
| Avaliações da crítica                                                       | Avaliações da crítica  |
| Fonte                                                                       | Avaliação              |
| --------------------------------------------------------------------------- | ---------------------- |
| allmusic                                                                    | link                   |
| Rolling Stone                                                               | link                   |
| Spin                                                                        | link                   |
| Esta tabela precisa de ser acompanhada por texto em prosa. Consulte o guia. |                        |

MTV Unplugged 2.0 é o primeiro álbum ao vivo da banda Dashboard Confessional, lançado a 3 de Dezembro de 2002.

## Faixas
| N.º | Título                                      | Duração |  |
| 1.  | "The Swiss Army Romance"                    | 3:08    |  |
| 2.  | "The Best Deceptions"                       | 4:31    |  |
| 3.  | "Remember to Breathe"                       | 3:48    |  |
| 4.  | "The Good Fight"                            | 2:30    |  |
| 5.  | "The Sharp Hint of New Tears"               | 2:54    |  |
| 6.  | "So Impossible"                             | 3:03    |  |
| 7.  | "The Places You Have Come to Fear the Most" | 3:11    |  |
| 8.  | "Turpentine Chaser"                         | 3:46    |  |
| 9.  | "Living in Your Letters"                    | 4:31    |  |
| 10. | "For You to Notice"                         | 4:53    |  |
| 11. | "The Brilliant Dance"                       | 3:18    |  |
| 12. | "Screaming Infidelities"                    | 3:44    |  |
| 13. | "Saints and Sailors"                        | 2:33    |  |
| 14. | "Again I Go Unnoticed"                      | 2:43    |  |
| 15. | "Hands Down"                                | 3:56    |  |

## Paradas
| Ano  | Parada              | Posição |
| ---- | ------------------- | ------- |
| 2002 | Top Heatseekers     | 1       |
| 2002 | Billboard 200       | 111     |
| 2002 | Top Internet Albums | 126     |